# Eleições estaduais na Bahia em 1945
As eleições estaduais na Bahia em 1945 ocorreram em 2 de dezembro conforme regras definidas no decreto-lei 7.586 e numa resolução do Tribunal Superior Eleitoral baixada em 8 de setembro como parte das eleições gerais no Distrito Federal, 20 estados e no território federal do Acre. Foram eleitos os senadores Aloysio de Carvalho e Pinto Aleixo, além de 24 deputados federais, todos mandados para a Assembleia Nacional Constituinte a fim de elaborar a Carta de 1946 e assim restaurar o regime democrático após o Estado Novo.
Deposto pela Revolução de 1930, o governador Frederico Augusto Rodrigues da Costa teve quatro sucessores num curto período de tempo até que o presidente Getúlio Vargas escolheu Juracy Magalhães para governar a Bahia numa aliança que se encerrou com a decretação do Estado Novo. Após esse rompimento sobrevieram novos interventores dos quais se destacaram Landulfo Alves e Pinto Aleixo, cuja geração deu lugar a indicados do presidente Eurico Gaspar Dutra no período compreendido entre a sua posse no Palácio do Catete e a posse do governador a ser eleito em 1947, já sob as regras prescritas pela nova Constituição.
Advogado nascido em Salvador e formado na Universidade Federal da Bahia, o senador Aloysio de Carvalho foi professor da instituição e também jornalista. Repórter do Diário da Bahia e depois diretor da Imprensa Oficial do Amazonas no governo de Alfredo Sá, foi promotor de justiça na capital baiana e subiu à chefia de gabinete do governador Vital Soares, impedido pela Revolução de 1930 de tomar posse como vice-presidente na chapa de Júlio Prestes. Eleito deputado federal antes do Estado Novo, teve o mandato extinto e dedicou-se ao ensino e ainda integrou entidades de classe vinculadas à advocacia e ao jornalismo e fez parte da Academia de Letras da Bahia. Seu retorno à vida política aconteceu como senador pela UDN em oposição a Getúlio Vargas.
Natural do Rio de Janeiro onde ingressou na Escola Militar do Realengo, o senador Pinto Aleixo comandou a VI Região Militar e ostentava a patente de General de Brigada do Exército Brasileiro quando substituiu Landulfo Alves como interventor federal na Bahia em 1942. Antes participou da Revolta dos 18 do Forte de Copacabana, da Revolução de 1930, e opôs-se à Revolução Constitucionalista de 1932. Nos últimos meses de Getúlio Vargas como presidente da República entrou no PSD e presidiu o diretório estadual da Bahia antes de estrear na vida política como senador.

## Resultado da eleição para senador
Dados fornecidos pelo Tribunal Superior Eleitoral apontam a existência de 666.797 votos nominais.
| Candidatos a senador da República | Primeiro suplente de senador | Número | Coligação           | Votação | Percentual |
| --------------------------------- | ---------------------------- | ------ | ------------------- | ------- | ---------- |
| Aloysio de Carvalho UDN           | Átila Amaral UDN             | -      | UDN (sem coligação) | 148.039 | 22,20%     |
| Pinto Aleixo PSD                  | Francisco Rocha PSD          | -      | PSD (sem coligação) | 146.903 | 22,03%     |
| Gileno Amado PSD                  | Não havia -                  | -      | PSD (sem coligação) | 143.726 | 21,56%     |
| Pereira Moacir PSD                | Não havia -                  | -      | PSD (sem coligação) | 122.714 | 18,40%     |
| Landulfo Alves PTB                | Não havia -                  | -      | PTB (sem coligação) | 40.796  | 6,12%      |
| Luís Carlos Prestes PCB           | Não havia -                  | -      | PCB (sem coligação) | 26.496  | 3,97%      |
| Euzino Lavigne PCB                | Não havia -                  | -      | PCB (sem coligação) | 25.430  | 3,82%      |
| Aurélio Brito de Menezes PCB      | Não havia -                  | -      | PCB (sem coligação) | 7.819   | 1,17%      |
| Mário Pessoa PCB                  | Não havia -                  | -      | PCB (sem coligação) | 4.874   | 0,73%      |

## Deputados federais eleitos
São relacionados os candidatos eleitos com informações complementares da Câmara dos Deputados.

Representação eleita
  UDN: 12
  PSD: 9
  PCB: 1
  PPS: 1
  PTB: 1

Fonteː
| Deputados federais eleitos | Partido | Votação | Percentual | Cidade onde nasceu | Unidade federativa |
| Juracy Magalhães           | UDN     | 18.591  |            | Fortaleza          | Ceará              |
| Otávio Mangabeira          | UDN     | 13.480  |            | Salvador           | Bahia              |
| Eunápio de Queirós         | PSD     | 12.346  |            | Valença            | Bahia              |
| Manoel Novaes              | UDN     | 12.028  |            | Floresta           | Pernambuco         |
| Guilherme Marback          | PSD     | 11.445  |            | Salvador           | Bahia              |
| Lauro de Freitas           | PSD     | 11.419  |            | Alagoinhas         | Bahia              |
| Luís Viana Filho           | UDN     | 10.968  |            | Paris              | França             |
| Hildebrando de Góis        | PSD     | 9.998   |            | Senhor do Bonfim   | Bahia              |
| Vieira de Melo             | PSD     | 9.390   |            | Barreiras          | Bahia              |
| Clemente Mariani           | UDN     | 9.321   |            | Salvador           | Bahia              |
| Dantas Junior              | UDN     | 8.940   |            | Salvador           | Bahia              |
| Aloísio de Castro          | PSD     | 8.359   |            | Salvador           | Bahia              |
| Régis Pacheco              | PSD     | 8.121   |            | Salvador           | Bahia              |
| Altamirando Requião        | PSD     | 7.803   |            | Salvador           | Bahia              |
| Rafael Cincurá             | UDN     | 7.525   |            | Itaberaba          | Bahia              |
| Negreiros Falcão           | PSD     | 7.141   |            | Queimadas          | Bahia              |
| Nestor Duarte              | UDN     | 7.045   |            | Caetité            | Bahia              |
| João Mendes                | UDN     | 6.068   |            | Feira de Santana   | Bahia              |
| Alberico Fraga             | UDN     | 5.822   |            | Muritiba           | Bahia              |
| Aliomar Baleeiro           | UDN     | 5.816   |            | Salvador           | Bahia              |
| Rui Santos                 | UDN     | 5.688   |            | Casa Nova          | Bahia              |
| Carlos Marighella          | PCB     | 5.188   |            | Salvador           | Bahia              |
| Teódulo Albuquerque        | PPS     | 4.158   |            | Pilão Arcado       | Bahia              |
| Luís Lago                  | PTB     | 1.862   |            | Nova Friburgo      | Rio de Janeiro     |